# 'Ndrina Acri
La 'ndrina Acri è una cosca malavitosa o 'ndrina della 'ndrangheta calabrese di Rossano in Provincia di Cosenza con propaggini in Germania.

## Storia
- Sfugge al blitz "Timpone Rosso" nel luglio del 2009 il boss Nicola Acri.
- Il 20 novembre 2010 i carabinieri arrestano a Borgo Panigale (un quartiere di Bologna) il presunto boss Nicola Acri, detto occhi di ghiaccio[2].
- Il 19 giugno 2013 vengono arrestate 28 persone degli Acri, tra cui anche un consigliere comunale, in tutta Italia: Rossano, Vigevano (Pavia), Viterbo, Parma e Cuneo, accusati di associazione di stampo mafioso, spaccio di droga, estorsioni, ricettazione e tentato omicidio. Sono stati sequestrati beni del valore di 40 milioni di euro[3], tra cui 25 beni immobili, acquistati ad un prezzo complessivo di 2 milioni;  17 società, per un fatturato complessivo di circa 10 milioni; 45 rapporti bancari, con saldi positivi per circa 160.000 euro; 45 vetture, acquistate ad un prezzo complessivo di circa 380.000 euro e 7 polizze assicurative, per un controvalore pari a circa 20.000 euro[4][5].

## Organizzazione
- Nicola Acri (1979, detto occhi di ghiaccio) è un criminale italiano di Rossano (CS) legato agli Abbruzzese di Cassano allo Ionio; è stato arrestato a Borgo Panigale (BO) dopo 3 anni di latitanza, insieme a lui altri 2 fiancheggiatori. Era nell'elenco dei 100 latitanti più pericolosi al mondo, condannato all'ergastolo per omicidio e accusato di altri 5 omicidi, tra cui quello più efferato di Primiano Chiarello prima tagliato a pezzi e poi sciolto nel acido in una campagna di Cassano allo Ionio (CS). Negli ambienti criminali è conosciuto come occhi di ghiaccio non solo per il colore dei suoi occhi ma anche per la sua spietatezza a compiere gli omicidi come dicono i collaboratori di giustizia ed in un'intercettazione si dice di lui come spara. Nicola Acri è impressionante, usa due pistole contemporaneamente. La sua salita criminale al potere arriva presto per lui: a 21 anni era già capo-'ndrina di Rossano. È stato implicato anche nella famigerata strage di Strongoli avvenuta nel 2000 in questo paese in provincia di Crotone dove furono ammazzati a colpi di kalashnikov 5 persone in contrasto con i Giglio di Strongoli. Per l'accusa, Salvatore Giglio era il mandante ed Acri l'esecutore, furono condannati all'ergastolo in primo e secondo grado dopo varie contraddizioni dei collaboratori. La Cassazione mandò indietro il processo dove in appello sono stati assolti poi divenuta definitiva; ancora oggi la strage non ha un colpevole. Ora si trova in regime di 41 bis, il cosiddetto carcere duro, a Cuneo. Dal 25 maggio 2021, ha iniziato a collaborare con la giustizia[6].
- Gennarino Acri (fratello di Nicola).
- Salvatore Galluzzi 1976 (u Rizz)
- Orazio Acri 1965 (pierino)
- Maurizio Barilari 1969
- Donato Espedito 1966
- Sergio Esposito (pica pica)
- Gianluca Fantasia 1975
- Roberto Feratti 1957
- Giuseppe Ferrante 1982 (Antonello, il siciliano)
- Carmine Morello 1974 (u Ringhiar)
- Luigi Polillo 1982
- Sergio Sapia 1960
- Gennaro Scura 1985
- Gaetano Solferino 1979
- Francesco Sommario 1975 (u caino)